# カラハーイ
カラハーイは、沖縄県北谷町美浜にあったライブハウス。「カラハーイ」の語は沖縄方言で羅針盤を意味している。2024年（令和6年）9月末で閉店となった。

## 概要
1998年（平成10年）に開館し、りんけんバンドなどが定期ライブを行ってきた。
2018年（平成30年）1月にスタジオやライブハウスが改築され、同じ敷地内にリンケンズホテルが開業した。
2021年（令和3年）に運営会社のアジマァはM＆Aによりホテルとライブハウスを含めた建物と事業を譲渡することを決定した。そして隣接するホテルについては、2022年（令和4年）10月1日に「リンケンズホテル」から「サンセットビーチホテル」に名称を変更して営業を継続することになった。
一方、ライブハウス「カラハーイ」については、契約期間が終了する2024年（令和6年）11月を前に、同年9月末で閉店することになった。そして、開催されてきた定期ライブは同年10月からは運営会社のアジマァが指定管理者となっているてんぶす那覇内のテンブスホールに引き継がれることになった。